# Église Saint-Médard de Chalo-Saint-Mars
L'église Saint-Médard de Chalo-Saint-Mars est une église paroissiale de culte catholique, consacrée à l'évêque de Tournai saint Médard, située dans la commune française de Chalo-Saint-Mars et le département de l'Essonne.
Saint-Mars est une déformation du nom du saint Médard de Noyon. Durant la Révolution française, la nouvelle commune fut renommée Chalo-la-Raison, puis simplement Chalo en 1793, elle reprit son nom d'origine en 1801. Vers la fin du XIe siècle, le maire de Chalo, c'est-à-dire son régisseur, nommé Eudes, reçut du roi Philippe Ier un privilège transmissible à ses descendants, dont le texte fut trafiqué dans les siècles suivants et interprété comme une franchise de tout impôt pour les descendants tant de lignée masculine que féminine.
En 1149, l'église de Chalo-Saint-Mars placée sous le vocable de saint Médard, évêque de Soissons, est érigée par Gozlin, évêque de Chartres, en prieuré en faveur de l'abbaye chartraine de Josaphat. À partir du XIVe siècle, le territoire de Chalo se morcelle en de nombreux petits fiefs dont les principaux sont, dans les vallées, La Fosse, Boinville, Guerville, Les Carneaux, Obterre, Chérel et Longuetoise et, sur le plateau, Le Tronchet.
La nef a trois vaisseaux date du XVIe; elle est précédée de deux porches, l'un gothique, l'autre Renaissance. Un culot dans la nef est daté de 1547. La clef de voûte de la deuxième travée du collatéral droit (sud) porte la date de 1758. Le choeur et la souche de la tour clocher qui flanque la nef au nord datent du XIIe. Après la Révolution, la paroisse de Saint-Hilaire fait - jusqu'à nos jours - partie de Chalo.
Les vitraux, du maître-verrier chartrain Lorin, datent de 1895. Il y a trois cloches, Antoine Cécile, fondue en 1891 en Lorraine par le fondeur Robert Jules, et donnée par Henri Daniel Massé de Combles, alors maire adjoint; Louise Marie (1672), qui provient d'une autre paroisse des environs et aurait été attribuée à la commune de Chalo-Saint-Mars en 1793 pour son horloge civile afin de remplacer la cloche d'origine envoyée à Paris; enfin Louise (1658) ramenée de l'église désaffectée et partiellement détruite à la Révolution de Saint-Hilaire. Cette dernière porte l'inscription suivante : "LOUIS DE LATTEIGNANT, PARRAIN ET SOEUR MARGUERITE ELISABETH DE MARESCOT PRIEURE DE SAINT-HILAIRE". Le reste du mobilier religieux date du XIXe, y compris les stalles sculptées du choeur (1867).

## Historique
À l'origine, on trouve la fondation par Gosselin de Lèves, évêque de Chartres, du prieuré de Chalo-Saint-Mars en 1149 en faveur de l'abbaye Notre-Dame de Josaphat. De cette époque, datant de la fin du XIIe siècle, seuls restent le chœur et la souche de la tour-clocher, le chevet plat, et le porche principal. 
La nef fut presque entièrement reconstruite après la Guerre de Cent Ans.
Jacques-Philippe de Prunelé, seigneur de Chalo-Saint-Mars, y épousa Marie de Savoie le 14 février 1695.
L'église,  qui ne cessa d'être remaniée jusqu'au XIXe siècle, est inscrite au titre des monuments historiques depuis le 6 mars 1926.
Au-dessus de l'église s'élève en terrasses un cimetière d'une centaine de sépultures, partagé avec la commune limitrophe de Saint-Hilaire. Le professeur Jérôme Lejeune y est enterré et l'église conserve dans une vitrine les témoignages de la visite du pape Jean-Paul II qui vint en août 1997 se recueillir sur sa tombe.